# باشگاه فوتبال اف‌سی‌آر ۲۰۰۱ دویسبورگ
اف سی آر ۲۰۰۱ دویسبورگ (نام کامل:باشگاه فوتبال راملن ۲۰۰۱ دویسبورگ) یکی از باشگاه های فوتبال آلمان و نمایندهٔ شهر دویسبورگ در بوندس‌لیگای زنان است.این تیم در سال ۱۹۷۷ و تحت نظارت باشگاه راملن کالدنهازن شکل گرفت و از ۸ ژوئن ۲۰۰۱ به صورت باشگاه مستقل اعلام موجودیت کرد.لقب آنها از سال ۱۹۹۳ که به بوندس‌لیگا صعود کردند "Die Löwinnen"( یا شیرها) است. موفقیتهای آنهاشامل قهرمانی اروپا در سال ۲۰۰۹ قهرمانی لیگ آلمان (در سال ۲۰۰۰) و جام حذفی آلمان (دومرتبه) است.این تیم یکی از تیم های قدرتمند زنان آلمان است.